# Ligota Tworkowska
Ligota Tworkowska (česky též Lhota, německy Ellguth Tworkau) je zaniklá vesnice v jižním Polsku ve Slezském vojvodství v okrese Wodzisław v gmině Lubomia. Ležela na území historického Horního Slezska na pravém břehu Odry 6 km jižně od Ratiboře.

## Další informace
První zmínka o Ligotě pochází z roku 1428. Jednalo se o statek patřící sousednímu Tvorkovu a odtud také pochází název obce. V roce 2008 čítala 86 obyvatel a stálo zde něco přes 20 domů. Od roku 2012 byla spolu s Nieboczowy postupně likvidována kvůli výstavbě poldru Racibórz Dolny, který sehrává zásadní roli při protipovodňové ochraně povodí Odry. Oficiálně zanikla k 1. lednu 2017. Obyvatelé se přestěhovali většinou do jiných obcí na území gminy Lubomia.